# Ilhas Britânicas Neolíticas

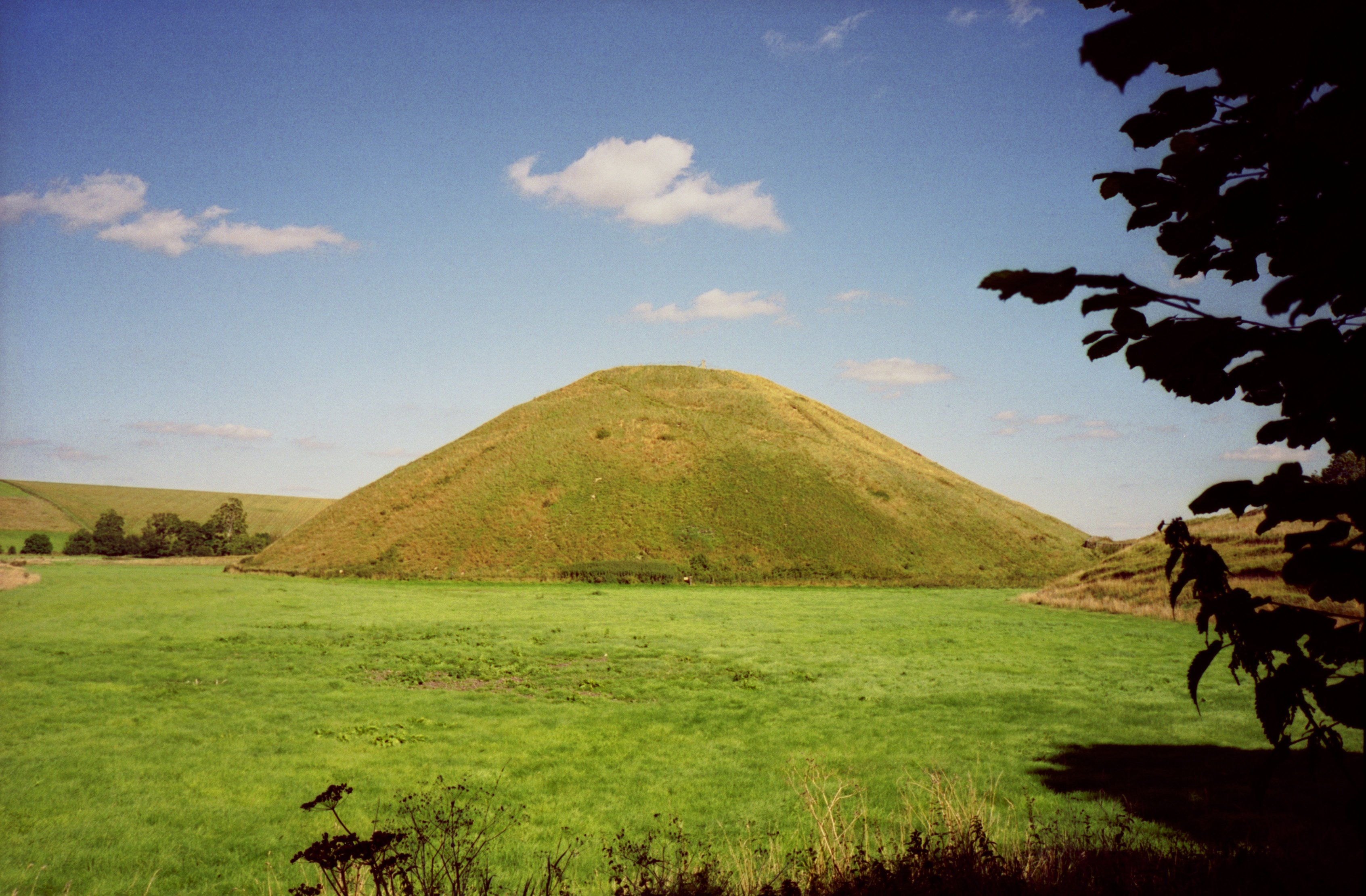
O sítio neolítico de Silbury Hill em Wiltshire, sul da Inglaterra, é um exemplo dos grandes monumentos cerimoniais construídos nas Ilhas Britânicas neste período.

As Ilhas Britânicas Neolíticas referem-se ao período da história britânica, irlandesa e da Ilha de Man que durou c. 4 000 a c. 2 500 AEC. A parte final da Idade da Pedra nas Ilhas Britânicas, foi uma parte do período Neolítico, ou "Nova Idade da Pedra", em toda a Europa. Foi precedido pelo Mesolítico e seguido pela Idade do Bronze.
Durante o período mesolítico, os habitantes das Ilhas Britânicas eram caçadores-coletores. Por volta de 4 000 a.C., os migrantes começaram a chegar da Europa central. Embora as primeiras línguas indiscutivelmente reconhecidas faladas nas Ilhas Britânicas pertencessem ao ramo celta da família indo-européia, não se sabe qual língua esses primeiros agricultores falavam. Esses migrantes trouxeram novas ideias, levando a uma transformação radical da sociedade e da paisagem que foi chamada de Revolução Neolítica. O período Neolítico nas Ilhas Britânicas foi caracterizado pela adoção da agricultura e da vida sedentária. Para abrir espaço para as novas terras agrícolas, essas primeiras comunidades agrícolas realizaram desmatamento em massa nas ilhas, transformando dramática e permanentemente a paisagem. Ao mesmo tempo, novos tipos de ferramentas de pedra que requerem mais habilidade começaram a ser produzidos; novas tecnologias incluíam o polimento.
O período Neolítico também viu a construção de uma grande variedade de monumentos na paisagem, muitos dos quais de natureza megalítica. Os mais antigos são os túmulos com câmaras do Neolítico Inicial, embora no Neolítico Final esta forma de monumentalização tenha sido substituída pela construção de círculos de pedra, uma tendência que continuaria na Idade do Bronze seguinte. Essas construções são tomadas para refletir mudanças ideológicas, com novas ideias sobre religião, ritual e hierarquia social.
O povo neolítico na Europa não era alfabetizado, então não deixou nenhum registro escrito que os historiadores modernos pudessem estudar; tudo o que se sabe sobre esse período na Europa vem de investigações arqueológicas. Esta investigação começou entre os antiquários do século XVIII, intensificada no século XIX quando John Lubbock cunhou o termo "Neolítico". Nos séculos 20 e 21, mais escavações e sínteses aconteceram, dominadas por figuras como V. Gordon Childe, Stuart Piggott, Julian Thomas e Richard Bradley.

## Visão histórica
"O período neolítico marca mudanças marcantes em paisagens, sociedades e tecnologias, que mudaram um mundo selvagem e florido, para a produção agrícola ordenada e comunidades assentadas à beira de uma 'civilização' socialmente complexa. Foi um período que viu a chegada de novas ideias, plantas e animais domesticados, talvez novas comunidades, e a transformação dos povos nativos da Grã-Bretanha. O Neolítico abriu um período inteiramente novo na história humana. Aconteceu na Grã-Bretanha em um espaço de tempo relativamente curto, durando no total apenas cerca de 2.000 anos - em termos humanos, pouco mais de 80-100 gerações."

Arqueologista e pré-historiadora Caroline Malone à respeito da Grã-Bretanha neolítica (2001)

### Mesolítico tardio
O período que precedeu o Neolítico nas Ilhas Britânicas é conhecido pelos arqueólogos como Mesolítico. Durante a primeira parte deste período, a Grã-Bretanha ainda estava ligada pela massa de terra de Doggerland ao resto da Europa continental. A arqueóloga e pré-historiadora Caroline Malone observou que durante o Mesolítico Superior, as Ilhas Britânicas eram uma espécie de "remanso tecnológico" em termos europeus, ainda vivendo como uma sociedade de caçadores-coletores, enquanto a maior parte do sul da Europa já havia adotado a agricultura e a vida sedentária.

### Neolítico inicial e médio: 4 000-2 900 a.C.

#### A expansão do Neolítico
As primeiras sociedades do mundo a abandonar a coleta de caçadores e substituí-la pela agricultura foram encontradas no Oriente Próximo por volta de 8 000-6 000 a.C. , embora desenvolvimentos semelhantes tenham ocorrido posteriormente de forma independente na Mesoamérica, Sudeste Asiático, África, China e Índia. Foi no Oriente Próximo que os "desenvolvimentos mais importantes no início da agricultura" ocorreram no Levante e no Crescente Fértil, estendendo-se pelo que hoje são partes da Síria, Líbano, Israel, Jordânia, Turquia, Irã e Iraque, áreas que já tinham ricas variações ecológicas que estavam sendo exploradas por caçadores-coletores nos períodos Paleolítico Superior e Mesolítico.
Os primeiros sinais desses caçadores-coletores começando a colher, manipular e cultivar várias plantas alimentícias foram identificados na cultura mesolítica natufiana do Levante, mostrando sinais que mais tarde levariam à domesticação e agricultura reais. Os arqueólogos acreditam que os povos levantinos desenvolveram posteriormente a agricultura entre 8 000 e 7 000 a.C. em resposta a um aumento em seus níveis populacionais que não podiam ser alimentados pelos recursos alimentares finitos que a caça e a coleta poderiam fornecer. A ideia de agricultura posteriormente se espalhou do Levante para a Europa, sendo adotada por sociedades de caçadores-coletores no que hoje é a Turquia, Grécia, Balcãs e através do Mediterrâneo, chegando ao noroeste da Europa e às Ilhas Britânicas.

#### O Neolítico nas Ilhas Britânicas
Até recentemente, a comunidade arqueológica debateu se a Revolução Neolítica foi trazida para as Ilhas Britânicas por adoção dos nativos ou por grupos migrantes de europeus continentais que se estabeleceram lá.
Um estudo de 2019 descobriu que os agricultores neolíticos das Ilhas Britânicas entraram na região por meio de uma migração em massa c. 4000 a.C.. Eles estavam intimamente relacionados com os povos neolíticos da Península Ibérica, o que implica que eles eram descendentes de agricultores que se mudaram para o oeste dos Balcãs ao longo da costa do Mediterrâneo. A chegada de populações agrícolas levou à substituição quase completa dos caçadores-coletores mesolíticos nativos das Ilhas Britânicas, que não experimentaram um ressurgimento genético nos séculos seguintes.
A descoberta em 2003 do sítio Ness of Brodgar apresentou um exemplo de um complexo altamente sofisticado e possivelmente religioso nas Ilhas Britânicas que data de cerca de 3 500 a.C. - antes das primeiras pirâmides e contemporâneo da cidade de Uruk. O sítio ainda está em fase inicial de escavação, mas espera-se que traga grandes contribuições para o conhecimento do período. 

### Neolítico tardio: 3 000-2 500 a.C.
"Após mais de mil anos de agricultura precoce, um modo de vida baseado em túmulos ancestrais, desmatamento e expansão de assentamentos chegou ao fim. Este foi um momento de importantes mudanças sociais."

Arqueologista e pré-historiador Mike Parker Pearson sobre o Neolítico tardio na Grã-Bretanha (2005)
- Período da Ponte Meldon

### Fim do Neolítico
A partir do período da cultura Campaniforme em diante, todos os indivíduos britânicos tinham altas proporções de ascendência Steppe e eram geneticamente mais semelhantes às pessoas associadas a Campineforme da região do Baixo Reno. Os béqueres chegaram à Grã-Bretanha por volta de 2 500 d.C., com migrações de pessoas relacionadas com Yamnaya, resultando em uma rotatividade quase total da população britânica. O estudo argumenta que mais de 90% dos genes neolíticos da Grã-Bretanha foi substituído pela vinda do povo Campineforme.

## Características

### Agricultura

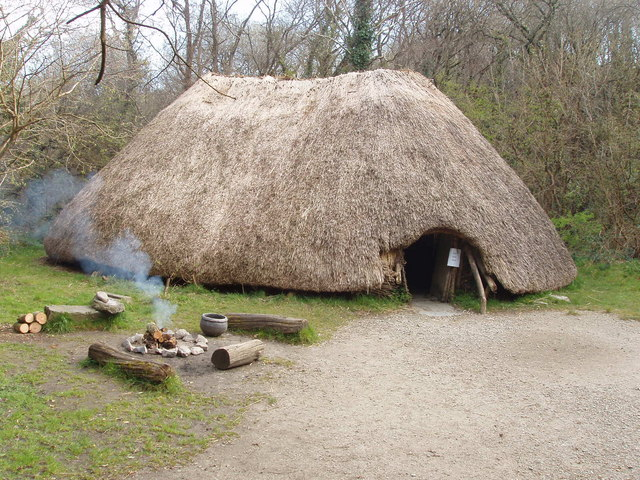
Reconstrução de uma cabana de um fazendeiro irlandês, Irish National Heritage Park.

O Neolítico é amplamente categorizado pela introdução da agricultura na Grã-Bretanha da Europa continental, de onde veio originalmente do Oriente Médio. Antes disso, durante os períodos Paleolítico e Mesolítico, os habitantes da ilha eram caçadores-coletores, e a transição de uma sociedade caçadora-coletora para uma sociedade agrícola não ocorreu de uma só vez. Há também algumas evidências de diferentes grupos agrícolas e caçadores-coletores nas Ilhas Britânicas se encontrando e negociando uns com os outros no início do Neolítico, com alguns locais de caçadores-coletores mostrando evidências de tecnologias neolíticas mais complexas. Os arqueólogos discordam sobre se a transição da sociedade caçadora-coletora para a sociedade agrícola foi gradual, ao longo de um período de séculos, ou rápida, realizada em um século ou dois. O processo de introdução da agricultura ainda não é totalmente compreendido e, como observou o arqueólogo Mike Parker Pearson:

Não há dúvida de que animais e plantas domesticados tiveram que ser transportados de barco do continente europeu para as ilhas britânicas. Há uma série de opções. Grupos de pioneiros poderiam ter partido do continente em invasões pontuais de pequena escala. Ou as pessoas podem ter chegado depois de uma mistura eclética e de longo prazo de contatos na costa continental da Dinamarca à França. Ou caçadores-coletores podem ter viajado de barco para o continente e trazido de volta os animais e plantas como resultado de contatos de troca em desenvolvimento lento. Não há resposta para esse enigma, o que é ainda mais intrigante porque as primeiras evidências de agricultura nas Ilhas Britânicas vêm da Irlanda e provavelmente da Ilha de Man, e não do sul da Grã-Bretanha.
A razão para mudar de um estilo de vida de caçador-coletor para um estilo de vida agrícola tem sido amplamente debatida por arqueólogos e antropólogos. Estudos etnográficos de sociedades agrícolas que usam ferramentas e colheitas básicas de pedra mostraram que é um modo de vida muito mais trabalhoso do que o dos caçadores-coletores. Isso envolveria desmatar uma área, cavar e lavrar o solo, armazenar sementes e, em seguida, proteger as plantações de outras espécies animais antes de colhê-las. No caso de grãos, a colheita produzida deve ser processada para torná-la comestível, incluindo moagem, moagem e cozimento; tudo isso envolve muito mais preparação e trabalho do que caça ou coleta.

### Desmatamento

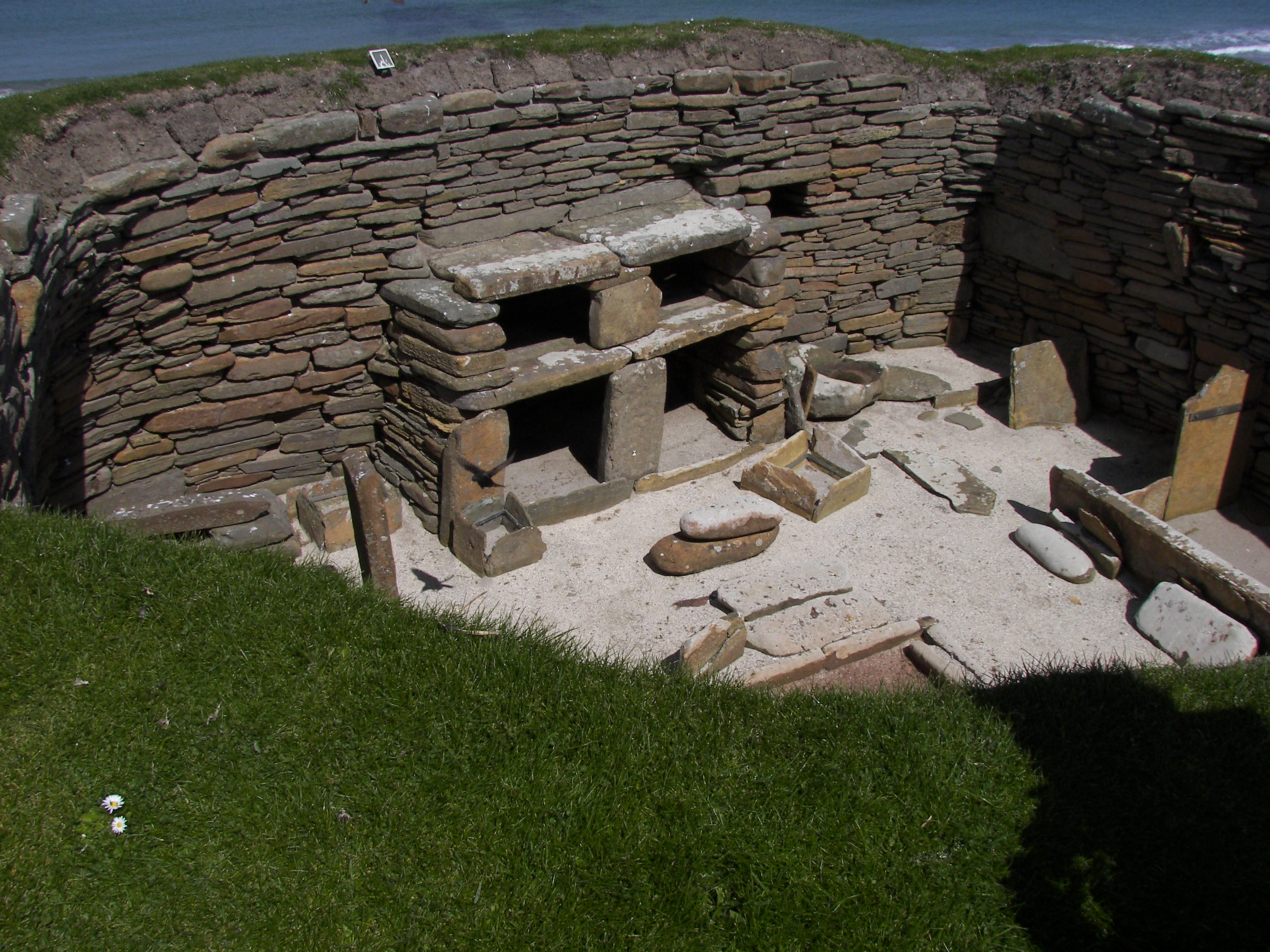
O interior das casas neolíticas construídas em Skara Brae em Orkney, norte da Escócia.

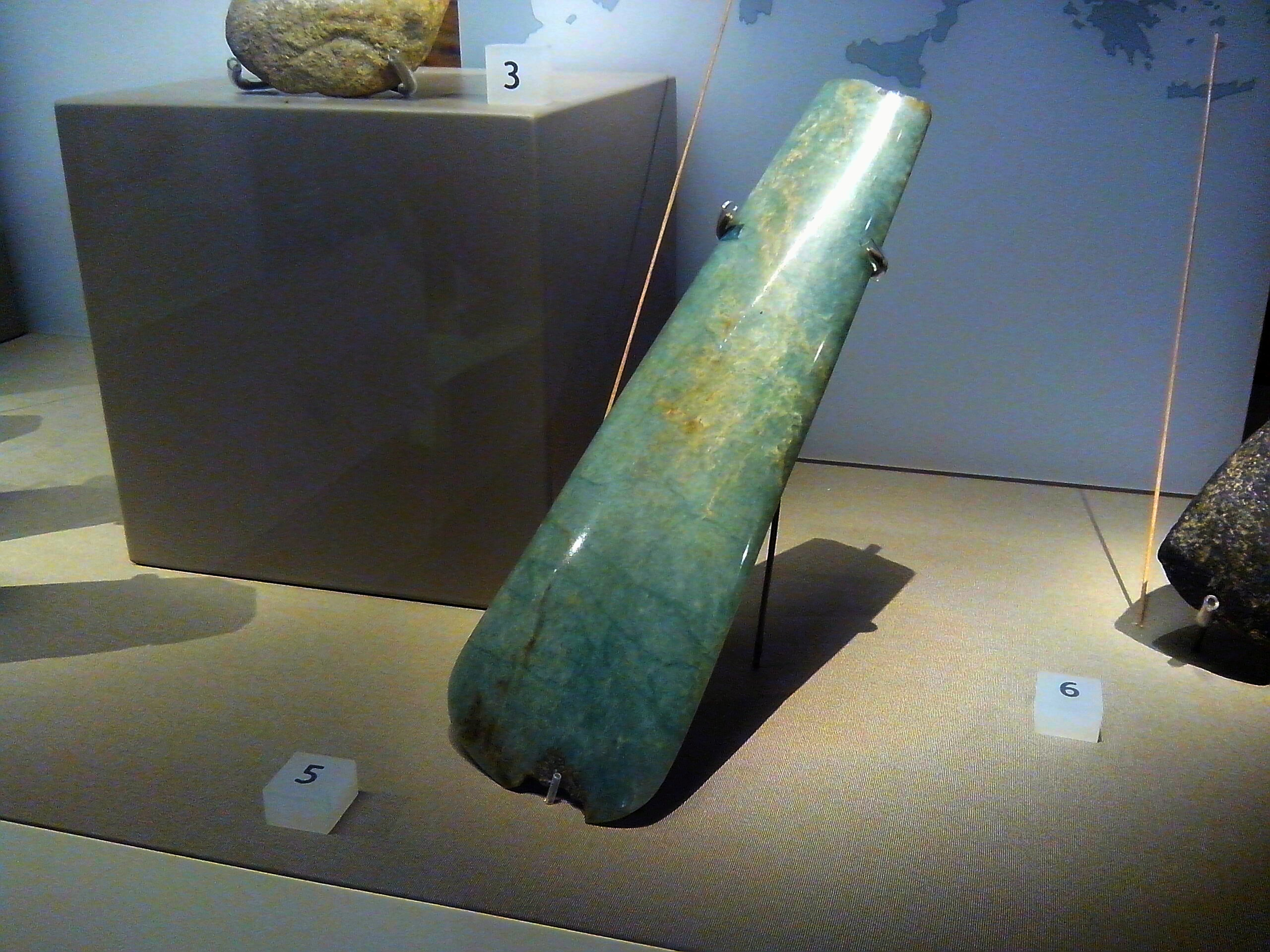
Machado de jade de Breamore, Hampshire, c. 3 900 a.C. A análise petrológica mostrou que a cabeça do machado é jadeite alpina originária dos Alpes italianos.

Os agricultores neolíticos desmataram áreas de floresta nas Ilhas Britânicas para usar a terra desmatada para a agricultura. Exemplos notáveis de desmatamento ocorreram por volta de 5 000 a.C. em Broome Heath em Anglia Oriental, em North Yorkshire Moors e também em Dartmoor. Tais desobstruções foram realizadas não apenas com o uso de machados de pedra, mas também por meio anelamento e queima, sendo que os dois últimos provavelmente foram mais eficazes. No entanto, em muitas áreas as florestas voltaram a crescer em poucos séculos, inclusive em Ballysculion, Ballynagilly, Beaghmore e Somerset Levels.
Entre 4 300 e 3 250 a.C., houve um declínio generalizado no número de olmos em toda a Grã-Bretanha, com milhões deles desaparecendo do registro arqueológico, e os arqueólogos, em alguns casos, atribuíram isso à chegada de agricultores neolíticos. Por exemplo, foi sugerido que os agricultores coletavam todas as folhas de olmo para usar como forragem animal durante o inverno e que as árvores morriam após serem descascadas pelo gado domesticado. No entanto, como Pearson destacou, esse declínio no olmo pode ser devido ao besouro da casca do olmo, um inseto parasita que carrega consigo a grafiose, e evidências disso foram encontradas em West Heath Spa em Hampshire. É possível que a disseminação desses besouros tenha sido uma coincidência, embora também tenha sido sugerida a hipótese de que os agricultores espalharam os besouros intencionalmente para que destruíssem as florestas de olmos, fornecendo mais terras desmatadas para a agricultura.
Enquanto isso, durante o período de cerca de 3 500 a 3 300 a.C., muitas dessas áreas desmatadas começaram a ver reflorestamento e rebrota em massa de árvores, indicando que a atividade humana havia recuado dessas áreas.

### Povoamento
Por volta do período entre 3 500 e 3 300 a.C., as comunidades agrícolas começaram a se concentrar nas áreas mais produtivas, onde os solos eram mais férteis, ou seja, em torno do Boyne, Orkney, leste da Escócia, Anglesey, Tâmisa superior, Wessex, Essex, Yorkshire e os vales fluviais de The Wash. Essas áreas viram uma intensificação da produção agrícola e assentamentos maiores.
As casas neolíticas das Ilhas Britânicas eram tipicamente retangulares, sendo feitas de madeira e, como tal, nenhuma sobreviveu até hoje. No entanto, as fundações de tais edifícios foram encontradas no registro arqueológico, embora sejam raras, e geralmente só foram descobertas quando estavam nas proximidades dos monumentos de pedra neolíticos mais substanciais.

### Arquitetura monumental

#### Tumbas com compartimentos

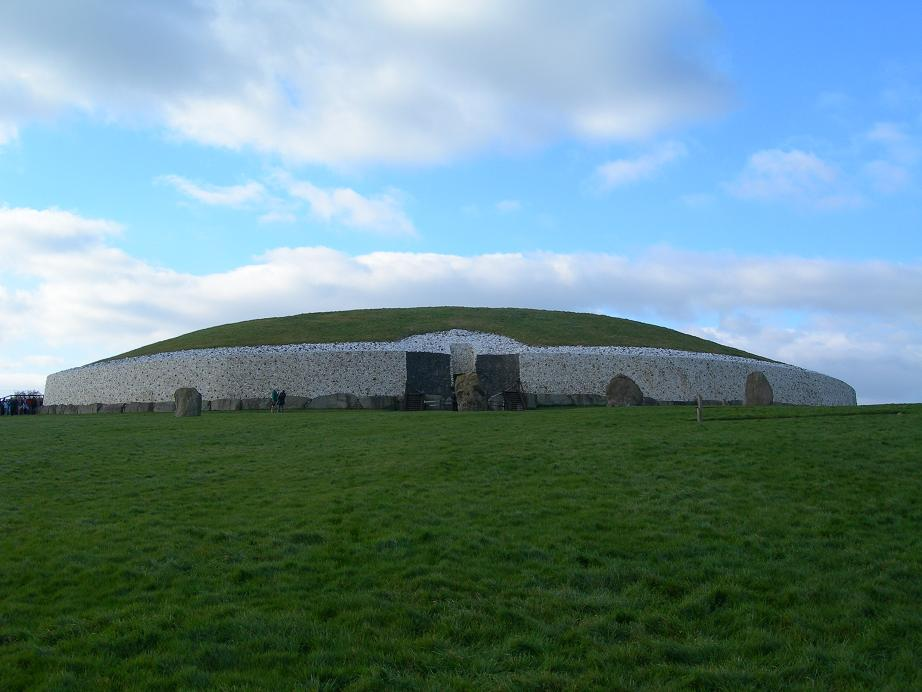
A tumba neolítica com câmaras de Newgrange no Condado de Meath, Irlanda, originalmente construída por volta de 3 200 a.C., mas depois reconstruída na década de 1970.

O Neolítico Inicial e Médio também viu a construção de grandes túmulos megalíticos nas Ilhas Britânicas. Por abrigarem os corpos dos mortos, esses túmulos normalmente são considerados pelos arqueólogos como uma possível indicação de veneração ancestral por aqueles que os construíram. Esses túmulos neolíticos são comuns em grande parte da Europa ocidental, da Península Ibérica à Escandinávia, e, portanto, provavelmente foram trazidos para as Ilhas Britânicas junto com, ou aproximadamente concomitantemente, à introdução da agricultura. Uma teoria amplamente difundida entre os arqueólogos é que essas tumbas megalíticas foram intencionalmente feitas para se assemelhar às longas casas de madeira que foram construídas pelos povos agrícolas neolíticos na bacia do Danúbio por volta de 4800 a.C..
Como o historiador Ronald Hutton relatou: "Não há dúvida de que esses grandes túmulos, muito mais impressionantes do que seria necessário para meros repositórios de ossos, eram os centros de atividade ritual no início do Neolítico: eram santuários e mausoléus. Por alguma razão, o sucesso da agricultura e a veneração de ossos ancestrais e mais recentes ficaram ligados na mente das pessoas."
Embora existam datas de radiocarbono contestadas indicando que a tumba com câmara em Carrowmore, na Irlanda, data de cerca de 5 000 a.C., a maioria desses monumentos nas Ilhas Britânicas parece ter sido construída entre 4 000 e 3 200 a.C., um período de tempo que o arqueólogo Mike Parker Pearson observa significa que a construção de túmulos foi "uma moda relativamente curta em termos arqueológicos". Entre os mais notáveis desses túmulos com câmaras estão aqueles agrupados em torno do complexo Brú na Bóinne no Condado de Meath, Irlanda oriental: incluem Newgrange, Knowth e Dowth, o primeiro dos quais foi construído entre 3 100 e 2 900 a.C.

#### Círculos de pedra

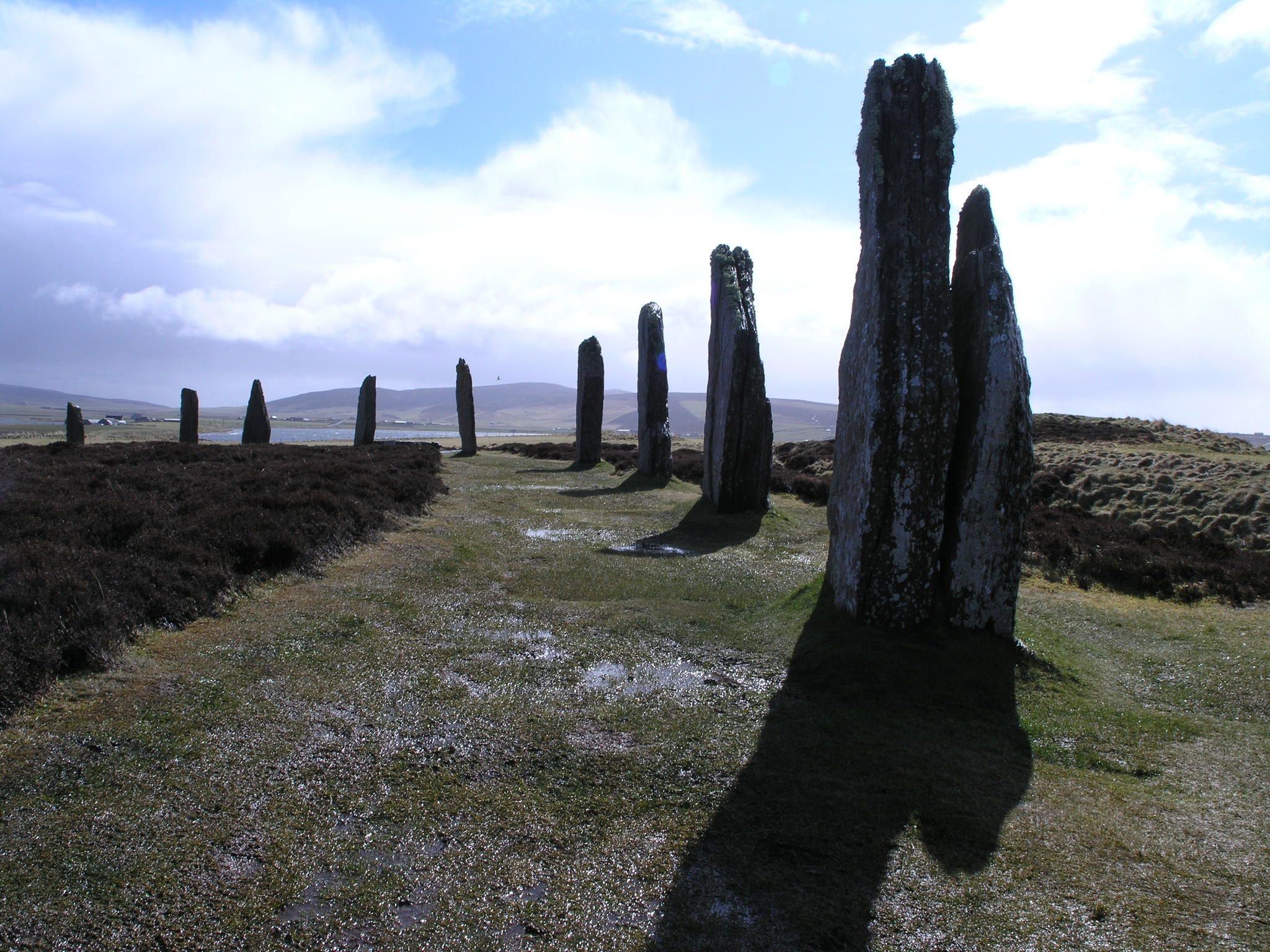
O Anel de Brodgar, um círculo de pedra neolítico em Orkney, norte da Escócia

O Neolítico tardio também viu a construção de círculos de pedra megalíticos.

## Sociedade e cultura

### Tecnologia de pedra

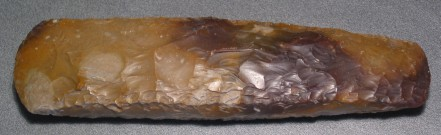
Machado de sílex neolítico, com cerca de 31 cm de comprimento

A pedra ou tecnologia "lítica" do Neolítico britânico diferia daquela da Grã-Bretanha mesolítica e paleolítica. Enquanto as ferramentas de caçadores-coletores mesolíticos eram micrólitos – pequenos e afiados fragmentos de sílex, os agricultores neolíticos usavam ferramentas líticas maiores. Normalmente, estes incluíam machados, feitos de pedra ou rocha ígnea dura com cabos de madeira. Enquanto alguns destes foram evidentemente usados para cortar madeira e outros fins práticos, existem algumas cabeças de machado do período que parecem nunca ter sido usadas, algumas sendo muito frágeis para terem sido utilizadas em qualquer caso. Estes últimos eixos provavelmente tinham uma função decorativa ou cerimonial.

### Povoamento
Os britânicos neolíticos eram capazes de construir uma variedade de diferentes construções de madeira. Por exemplo, no então pântano de Somerset Levels, no sudoeste da Grã-Bretanha, uma trilha de madeira foi construída no inverno de 3 807 a.C., que ligava Polden Hills a Westhay Mears, um comprimento que se estendia por mais de um quilômetro.

### Dieta
Sendo agricultores, os povos neolíticos das Ilhas Britânicas cultivavam grãos de cereais como trigo e cevada, e estes, portanto, desempenhavam um papel em sua dieta. No entanto, isso foi suplementado às vezes com alimentos vegetais selvagens e não domesticados, como avelãs.
Há também evidências de que as uvas foram consumidas no Wessex neolítico, com base em sementes carbonizadas encontradas em Hambledon Hill; estes podem ter sido importados da Europa continental, ou podem ter sido cultivados em solo britânico, pois o clima era mais quente do que o do início do século XXI.

### Religião
Como observou o arqueólogo John C. Barrett: "Nunca houve um único corpo de crenças que caracterizasse a 'religião neolítica'... A variedade de práticas atestadas pelos vários monumentos neolíticos não pode ser explicada como a expressão de uma única ideia cultural subjacente".

## Antiquário e investigação arqueológica

### Séculos XVII e XVIII
Foi no século XVII d.C. que a investigação acadêmica sobre os monumentos neolíticos sobreviventes começou nas Ilhas Britânicas, embora na época esses estudiosos antiquários tivessem relativamente pouca compreensão da pré-história e fossem literalistas bíblicos, acreditando que a própria Terra tinha apenas cerca de 5 000 anos.
O primeiro a fazê-lo foi o antiquário e escritor John Aubrey (1626-1697), que nasceu em uma rica família nobre antes de estudar no Trinity College, Oxford, até que sua educação foi interrompida pela eclosão da Guerra Civil Inglesa entre forças monarquistas e parlamentares. Ele registrou seus relatos desses monumentos megalíticos em um livro intitulado Monumenta Britannica, mas permaneceu inédito.
No entanto, o trabalho de Aubrey foi escolhido por outro antiquário no século seguinte, William Stukeley (1687-1765), que havia estudado no Corpus Christi College, em Cambridge, antes de se tornar um médico profissional.

### Século XIX

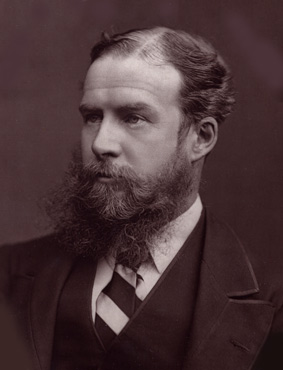
O arqueólogo Sir John Lubbock foi o primeiro a cunhar o termo "Neolítico", em 1865

O termo "Neolítico" foi cunhado pela primeira vez pelo arqueólogo John Lubbock, 1º Barão de Avebury em seu livro de 1865 Tempos pré-históricos, como ilustrado por restos antigos, e as maneiras e costumes dos selvagens modernos. Ele o usou para se referir ao estágio final da Idade da Pedra, definindo esse período puramente na tecnologia da época, quando os humanos começaram a usar ferramentas de pedra polida, mas ainda não começaram a fazer ferramentas de metal. A terminologia de Lubbock foi adotada por outros arqueólogos, mas à medida que obtiveram uma maior compreensão da pré-história posterior, passou a abranger um conjunto mais amplo de características. No século XX, quando figuras como V. Gordon Childe estavam trabalhando no Neolítico britânico, o termo "Neolítico" foi ampliado para "incluir vida sedentária na aldeia, agricultura de cereais, criação de gado e cerâmica, todas assumidas características de agricultores imigrantes."

### Séculos XX e XXI
Na década de 1960, vários arqueólogos britânicos e americanos começaram a adotar uma nova abordagem em sua disciplina, enfatizando sua crença de que, através do uso rigoroso do método científico, eles poderiam obter conhecimento objetivo sobre o passado humano. Ao fazê-lo, eles forjaram a escola teórica da arqueologia processual. Esses arqueólogos processuais tiveram um interesse particular no impacto ecológico na sociedade humana e, ao fazê-lo, a definição de "neolítico" foi "restringida novamente para se referir apenas ao modo de subsistência agrícola".
No final da década de 1980, o processualismo começou a ser criticado cada vez mais por uma nova onda de arqueólogos que acreditavam na subjetividade inata da disciplina. Essas figuras forjaram a nova escola teórica da arqueologia pós-processual, e vários pós-processualistas voltaram sua atenção para as ilhas britânicas neolíticas. Eles interpretaram o Neolítico como um fenômeno ideológico que foi adotado pela sociedade britânica, irlandesa e manx e os levou a criar novas formas de cultura material, como os monumentos funerários e cerimoniais megalíticos.

## 30em
1. ↑  Adkins, Adkins and Leitch 2008. p. 37-38.
2. ↑  Malone 2001. p. 11.
3. 1 2  Malone 2001. p. 18.
4. ↑  Malone 2001. p. 20.
5. ↑  Malone 2001. pp. 20–21.
6. 1 2  Malone 2001. p. 22.
7. ↑  Brace, Selina;  et al. (15 de abril de 2019). «Ancient genomes indicate population replacement in Early Neolithic Britain». Nature Research. Nature Ecology and Evolution. 3 (5): 765–771
8. ↑  Pearson 2005. p. 57.
9. ↑  Köljing, Cecilia (21 de fevereiro de 2018). «Ancient DNA reveals impact of the "Beaker Phenomenon" on prehistoric Europeans». University of Gothenburg. Arquivado do original em 23 de maio de 2019
10. ↑  The Beaker Phenomenon And The Genomic Transformation Of Northwest Europe (2017)
11. ↑  Barras, Colin (27 de março de 2019). «Story of most murderous people of all time revealed in ancient DNA». New Scientist
12. ↑  Pearson 2005. p. 17-19.
13. ↑  Rowley-Conwy, Peter (2011), "Westward Ho! The Spread of Agriculturalism from Central Europe to the Atlantic," Current Anthropology, Vol. 51, No. S4, pp. S442-S443. Downloaded from JSTOR.
14. ↑  Pearson 2005. pp. 13–14.
15. 1 2  Pearson 2005. pp. 16–17.
16. ↑  Pearson 2005. p. 32.
17. 1 2  Pearson 2005. pp. 56–57.
18. ↑  Pearson 2005. p. 41.
19. 1 2  Pearson 2005. p. 34.
20. 1 2  Hutton 1991. p. 21.
21. ↑  «PlanetQuest: The History of Astronomy – Newgrange»
22. ↑  Pearson 2005. p. 27.
23. ↑  Pearson 2005. p. 09-10.
24. 1 2  Pearson 2005. p. 33.
25. ↑  Barrett 1994. p. 50.
26. 1 2  Malone 2001. p. 23.
27. ↑  Lubbock 1865. p. 2-3.
28. 1 2 3  Rowley-Conwy 2004. p. S83.

#### Livros acadêmicos e populares
- Adkins, Roy; Adkins, Lesley; Leitch, Victoria (2008). The Handbook of British Archaeology (Second Edition). London: Constable Verifique o valor de |name-list-format=amp (ajuda)
- Barrett, John C. (1994). Fragments from Antiquity: An Archaeology of Social Life in Britain, 2900-1200 BC. Oxford, U.K. and Cambridge, U.S.: Blackwell. ISBN 978-0-631-18954-1
- Bradley, Richard (2007). The Prehistory of Britain and Ireland. New York: Cambridge University Press. ISBN 978-0-521-61270-8
- Hutton, Ronald (1991). The Pagan Religions of the Ancient British Isles: Their Nature and Legacy. Oxford, U.K. and Cambridge, U.S.: Blackwell. ISBN 978-0-631-17288-8
- Lubbock, John (1865). Pre-historic times, as illustrated by ancient remains, and the manners and customs of modern savages. London: Williams and Norgate
- Malone, Caroline (2001). Neolithic Britain and Ireland. Stroud, Gloucestershire: Tempus. ISBN 0-7524-1442-9
- Pearson, Mike Parker (2005). Bronze Age Britain (Revised Edition). London: B.T. Batsford and English Heritage. ISBN 0-7134-8849-2
- Williams, Mike (2010). Prehistoric Belief: Shamans, Trance and the Afterlife. Stroud, Gloucestershire: The History Press. ISBN 978-0-7524-4921-0

#### Artigos acadêmicos
- Richards, Colin (1996). «Monuments as Landscape: creating the centre of the world in late Neolithic Orkney». World Archaeology. 28: 190–208. JSTOR 125070. doi:10.1080/00438243.1996.9980340
- Rowley-Conwy, Peter (2004). «How the West Was Lost: A Reconsideration of Agricultural Origins in Britain, Ireland and Southern Scandinavia» (PDF). Current Anthropology. 45: S83–S113. doi:10.1086/422083
- Thomas, Julian (2003). «Thoughts on the 'Repacked' Neolithic Revolution». Antiquity. 77: 67–74
- Watson, Aaron (2001). «Composing Avebury». World Archaeology. 33 (2): 296–314. JSTOR 827904. doi:10.1080/00438240120079307